# 李侃如
李侃如（英語：Kenneth Lieberthal；1943年9月9日—），美国著名中国问题专家，美国密歇根大学政治学教授。布鲁金斯学会资深研究员兼约翰·桑顿中国中心前任主任。1998年至2000年，任国家安全事务总统特别助理兼国家安全委员会亚洲局资深主任。

## 学历
- 哥伦比亚大学哲学博士（1972年）、文学硕士（1968年）；达特茅斯学院文学学士（1965年）

## 公职
1998年到2000年，李侃如任克林顿政府国家安全委员会特别助理、亚洲政策资深主任。
1983年至今，李侃如任美国密歇根大学政治学教授，中国当代政治问题专家，同时兼任密歇根大学商学院转型经济与新兴市场研究所教授。
2008年到2009年，李侃如在华盛顿布鲁金斯学会做访问学者。

## 著作
- 《中国的能源探索及对美国政策的意义》(China’s Search For Energy Security and Implications for US Policy ) (Washington: NBR, April 2006)
- 《治理中国：从革命到改革》(Governing China: From Revolution Through Reform, second revised edition (New York: W.W. Norton, 2004)
- 《历史转折：奥巴马的外交政策》(Bending History: Barack Obama's Foreign Policy) ISBN 9780815721826
- 《克服中美在气候变化合作中的障碍》
- 《中国寻求能源安全：对美国政策的启示》
- 《中国的决策：领导人、结构和过程》
- 《中国能源部门的决策》
- 《天津的革命和传统》
- 《中美汽车业合作之路》